# Spiruline alimentaire

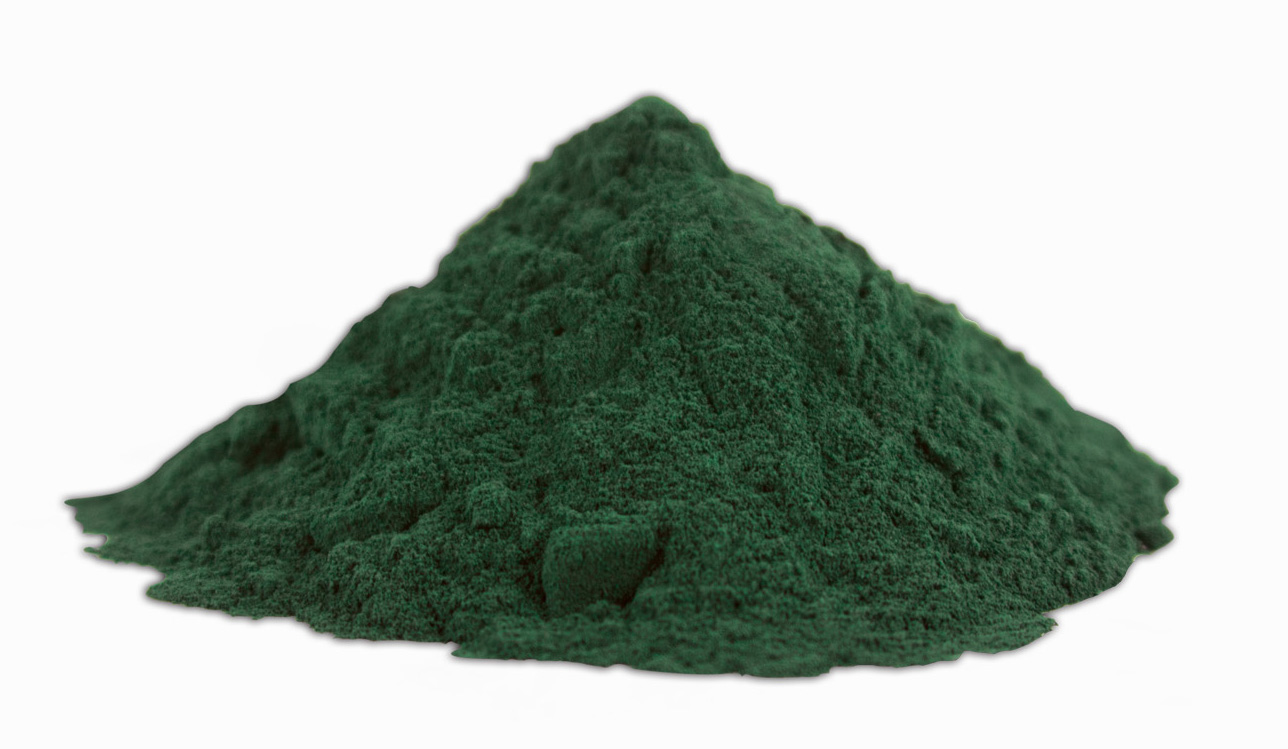
Spiruline en poudre.

L'aliment communément nommé spiruline est un produit à base de cyanobactéries du genre Arthrospira, des bactéries photosynthétiques microscopiques bleues, généralement séchées et broyées. Ce n'est donc ni une plante, ni une algue, ni même un représentant du genre Spirulina au sens actuel. Traditionnellement, cet aliment est consommé en galettes, notamment par les Kanem du Tchad dès le IXe siècle, mais les Aztèques en faisaient aussi une sorte de fromage. La spiruline a été redécouverte au XXe siècle en tant que complément alimentaire, et sa commercialisation développée dans les années 1970 par les pays industrialisés, avec la mise en culture de souches de ces mêmes cyanobactéries.
L'espèce la plus fréquemment offerte sur le marché au début du XXIe siècle est Arthrospira platensis, cultivée principalement en Chine (50 % de la production mondiale de 5 000 tonnes en 2013), aux États-Unis (Californie et Hawaï), en France (environ 250 producteurs artisanaux), ainsi qu'en Afrique : Côte d'Ivoire (Adzopé), Mali (Mopti, Ségou, etc.), Burkina Faso (Koudougou).

## Les espèces
Les sections suivantes entendent par « spiruline » uniquement les spirulines alimentaires.
Pour un article plus général, voir Spiruline.
La spiruline correspond à de nombreuses espèces de forme spiralée (d'où son nom). Il existe près de 2 000 espèces de cyanobactéries et seulement 36 espèces d'Arthrospira sont comestibles.
L'espèce la plus consommée et cultivée est Arthrospira platensis (synonyme Spirulina platensis) ; Limnospira maxima (syn. Spirulina maxima et Arthrospira maxima ) est également consommée dans une moindre mesure.
Le nom Spirulina pacifica parfois mis en avant ne correspond pas à une espèce, mais à une appellation commerciale.

## Histoire

### Aliment traditionnel

#### Culture aztèque

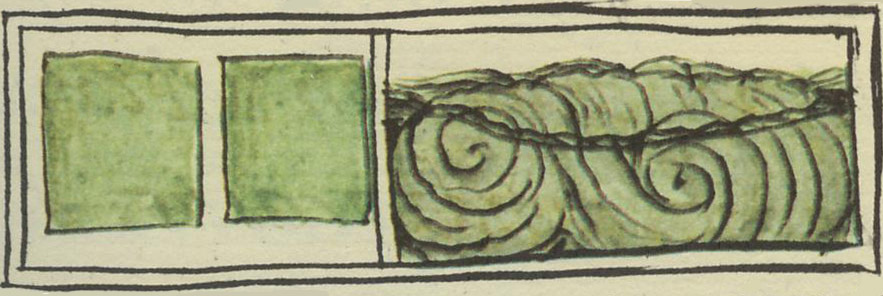
Une illustration du Codex de Florence semble montrer comment les Aztèques récoltaient la spiruline hors des lacs par écrémage de la surface avec des cordes, suivi par un séchage des cyanobactéries pour en faire des gâteaux, consommés ensuite comme condiments nutritionnels.

La spiruline a été une source de nourriture pour les Aztèques, peuple d'une civilisation précolombienne vers 1200 apr. J.-C. jusqu'à 1521 apr. J.-C., voire d'autres Méso-Américains. Son importance dans le régime alimentaire est difficilement estimable mais l'on en retrouve des témoignages abondants de la part des Conquistadors espagnols au XVIe siècle, et notamment de son importance économique. Parmi les plus notables, l'on compte Francisco López de Gómara, qui en parle dans son Historia general de las Indias (1552), relevant que « [les Aztèques] en mangent comme nous mangeons du fromage, et cela a un petit goût salé qui va très bien avec le chilmolli » (Comen esto como nosotros el queso, y así tienen un saborcillo de sal que con chilmolli es sabroso.),. L'historien Juan Bautista Pomar le qualifiait à la même époque de « fromage terrestre » (queso de la tierra).
Son exploitation à partir du lac Texcoco et la vente de gâteaux sont décrites avec précision au XVIe siècle mais le drainage des lacs du pourtour de l'ancienne capitale aztèque de Mexico-Tenochtitlan par les Espagnols après la Conquista et le dépeuplement massif de l'empire aztèque ont entraîné un déclin majeur de l'utilisation de spiruline. Le prêtre jésuite Francisco Javier Clavijero en remarquait toutefois encore l'utilisation en 1780 : « Ils ne mangeaient pas seulement des choses vivantes mais aussi une substance vaseuse qui surnageait sur le lac, qu'ils récoltaient, séchaient un peu au soleil et en faisaient des galettes qu'ils séchaient à nouveau et conservaient pour l'utiliser comme fromage, dont le goût s'en rapproche. » (Comían no solamente de las cosas vivientes, sino aun de cierta substancia limosa que sobrenadaba en el lago, la cual recogían, secaban un poco al sol y hacían de ella unas tortas que volvían a secar y guardaban para que les sirviese de queso, cuyo sabor remeda. Daban a esta substancia el nombre de tecluitlatl.).
Les Aztèques appelaient ce produit tecuitlatl (en langue nahuatl classique), étymologiquement interprété comme signifiant « excrément du rocher » (Siméon, 1988:453) ou « excrescence/résidu de pierres » (Karttunen, 1992:73). Robelo (1941:245) remarque toutefois que le mot cuitlatl habituellement traduit par l'idée d'« excrément » pouvait en réalité prendre en nahuatl une connotation extrêmement positive, comme c'est apparent dans le cas des mots pour « or » (costicleocuitla – littéralement, « excrément jaune des dieux ») et « argent » (iztacteoclIitlak – littéralement, « excrément blanc des dieux »). Il note par ailleurs qu'il y a un doute sur le suffixe exact utilisé dans le mot tecuitlatl : il pourrait s'agir non pas de tetl (« pierre » ou « rocher »), mais plutôt de teotl (« sacré, merveilleux, étrange, surprenant ») – Robelo propose donc également comme traduction, « excrément sacré ».
Le lexicologue Rémi Siméon mentionnait encore l'utilisation de tecuitlatl en 1885, mais l'usage quotidien avait alors quasiment disparu bien que la spiruline, de l'espèce Arthrospira maxima, ait été trouvée en abondance au bord du lac Texcoco dans les années 1960 et exploitée commercialement dans les années 1970.

#### Culture Kanem (Tchad actuel)
La spiruline est utilisée au Tchad comme un produit miracle pour la lutte contre la malnutrition. La spiruline – de son nom latin spirulina Arthrospira platensis, est une cyanobactérie de couleur verte et de forme spiralée. Elle contient cinq à dix fois plus de protéines que la viande, des vitamines A et B12. L'Organisation des Nations unies pour l'alimentation et l'agriculture au Tchad soutient le gouvernement tchadien pour sa production.
Il est possible que la consommation de ces cyanobactéries ait une origine encore plus ancienne, aux frontières du Tchad actuel, où elle serait connue dès le IXe siècle sous l’Empire du Kanem. Récoltée à partir de petits lacs et dans des étangs autour du lac Tchad, la spiruline est mise à sécher sur le sable. Elle est encore consommée quotidiennement sous la forme de gâteaux secs appelés « Dihé », utilisés pour faire des bouillons pour les repas, ou bien vendue sur les marchés. Au début des années 2000, les Kanembou en consomment environ 40 grammes par personne et par jour, répondant à une partie significative de leurs besoins nutritionnels.
À noter que la spiruline alimentaire utilisée dans le Kanem provient du même genre que celle qui était utilisée par les Aztèques, mais d'une espèce différente : Arthrospira platensis, identifiée en 1967.

### Redécouverte par les pays industrialisés
Dès 1959, l'ethnologue Max-Yves Brandily et son épouse ethnomusicologue Monique Brandily remarquent l'usage de la spiruline par les populations du Tchad où ils mènent leurs recherches et publient un article,. En 1967, le botaniste belge Jean Léonard ramène d'une expédition au Tchad ces galettes sèches. Elles sont constituées de cyanobactéries, identifiées à l'époque par son compatriote phycologue Pierre Compère comme Spirulina platensis. Vendues sur les marchés et consommées par les indigènes, il s'avère que ces galettes sont particulièrement riches en protéines et possèdent de ce fait une grande valeur nutritionnelle. On apprendra plus tard que la consommation de ces cyanobactéries remonte à leurs lointains ancêtres.
Au début des années 1970, la spiruline devient extrêmement populaire dans les pays industrialisés en quête de super-aliments.

## Composition
La composition de la spiruline peut varier considérablement selon les facteurs environnementaux, la saison et les méthodes de production. La spiruline contient en moyenne 60 % de protéines (51-71 % selon le stade physiologique et la période de récolte) pour une digestibilité de 60 % chez l'être humain.
Elle contient également des vitamines A, E, D, B1, B2, B3, B6, B8, K, du bêta-carotène, des minéraux et des oligo-éléments (calcium, phosphore, magnésium, fer, zinc, cuivre, manganèse, chrome, sodium, potassium, sélénium).
La spiruline n'est ni une plante, ni une algue. Elle est cependant très riche en chlorophylle et en phycocyanine qui sont des pigments qu’on retrouve aussi dans les végétaux. Ces derniers, par leurs propriétés, vont donner à la spiruline une couleur bleu-vert. La phycocyanine est une phycobiliprotéine, association par liaison covalente d'apoprotéines et de pigments de la famille des bilines et pigment accessoire de la photosynthèse dans la spiruline.
Elle contient également des enzymes, dont la plus importante est la superoxyde dismutase (SOD) qui contient du fer.
Le fer héminique (Fe2+) est plus facilement absorbé par l'organisme que le fer non héminique  (Fe3+). Le fer héminique (Fe2+) est présent majoritairement dans l'alimentation carnée ; alors que le fer non héminique (Fe3+) est présent majoritairement dans l'alimentation végétarienne.Le fer contenu dans la spiruline (Arthrospira platensis ) est du fer sous forme ferrihydrite (Fe3+) .
Enfin, cette cyanobactérie contient les acides gras essentiels oméga 6 et acide gamma-linolénique. Certains aminoacides ne sont présents qu’en faible quantité : acides aminés soufrés (méthionine et cystéine) et la lysine.
| Minéral | Pour 10 g | AJR      | % AJR  |
| ------- | --------- | -------- | ------ |
| Ca      | 12 mg     | 800 mg   | 1,5 %  |
| Fe      | 2,85 mg   | 14 mg    | 20,4 % |
| Mg      | 19,5 mg   | 375 mg   | 5,2 %  |
| P       | 11,8 mg   | 700 mg   | 1,7 %  |
| K       | 136 mg    | 2 000 mg | 6,8 %  |
| Zn      | 0,2 mg    | 10 mg    | 2 %    |
| Cu      | 0,61 mg   | 1 mg     | 61 %   |
| Mn      | 0,19 mg   | 2 mg     | 9,5 %  |
| Na      | 105 mg    | 1 500 mg | 7 %    |

| Protéines         | 55 à 70 % |
| Glucides          | 15 à 25 % |
| Lipides           | 4 à 7 %   |
| Minéraux          | 7 à 13 %  |
| Fibres            | 2 à 8 %   |
| Acides nucléiques | 5 %       |

| Vitamine              | Pour 10 g | % AJR  |
| --------------------- | --------- | ------ |
| Pro-A (beta-carotène) | 34,2 μg   | 0,7 %  |
| E                     | 0,5 mg    | 4,2 %  |
| B1                    | 0,24 mg   | 22 %   |
| B2                    | 0,37 mg   | 26,4 % |
| B6                    | 0,036 mg  | 2,6 %  |
| B9                    | 9,4 µg    | 4,7 %  |

La spiruline a une très haute digestibilité de l’ordre de 75 à 83 %, car sa paroi est composée de muréine qui est beaucoup plus digestible par rapport aux parois pectocellulosiques classiques.

## Usages

### Complément alimentaire

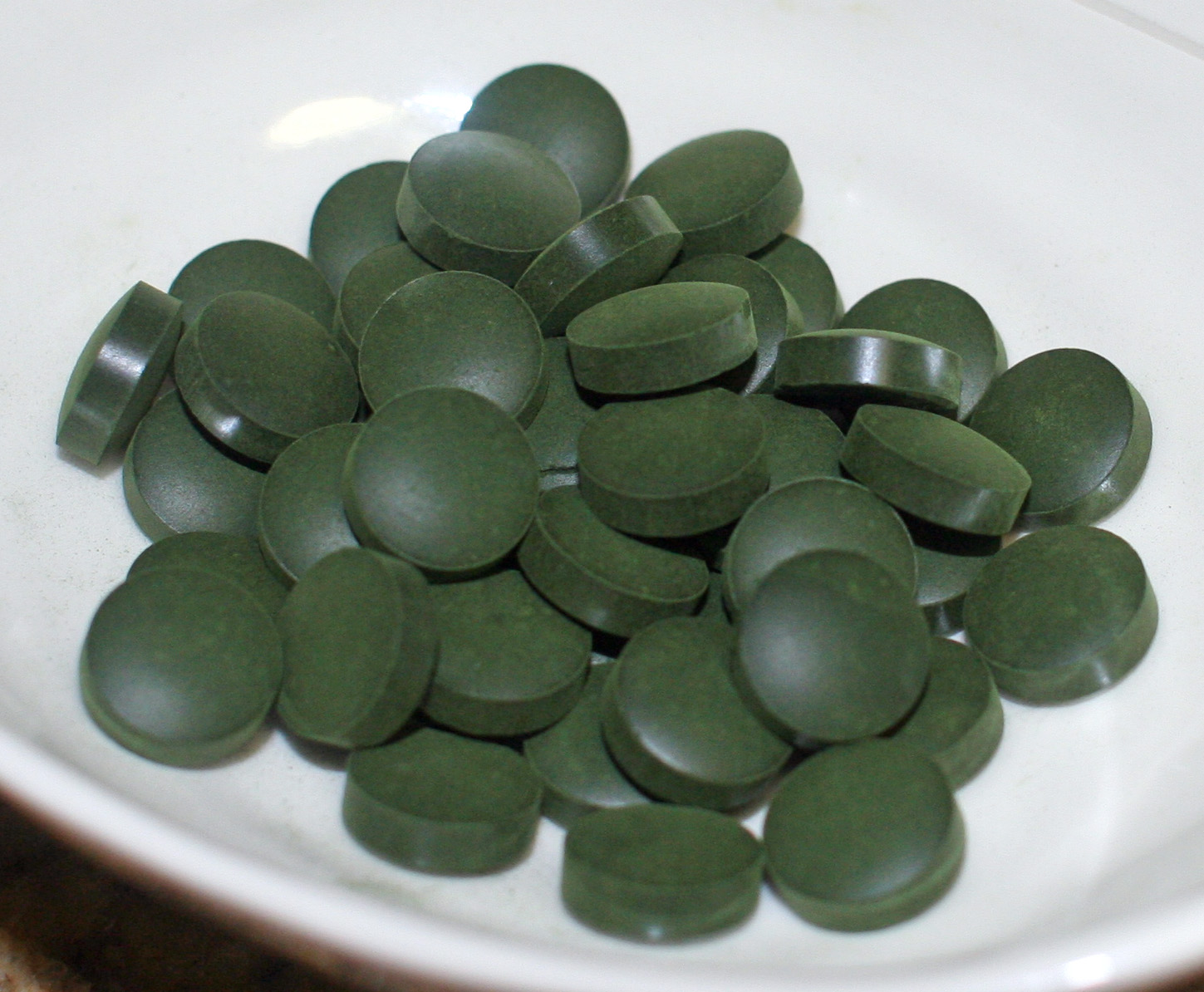
Comprimés de spiruline.

Le complément alimentaire appelé « spiruline » est produit à partir d'espèces du genre Arthrospira. Les souches mises en culture sont principalement issues de l'espèce Arthrospira platensis et dans une moindre mesure d'Arthrospira maxima (syn. Spirulina maxima).
Arthrospira platensis est cultivée industriellement sous le terme de spiruline en raison de sa valeur nutritionnelle.

### Systèmes de support spatiaux
Le projet MELiSSA  (Micro-Ecological Life Support System Alternative) de l'ESA, la considère comme un organisme viable pour satisfaire leur objectif : recréer un écosystème ayant pour modèle l'écosystème terrestre susceptible d'accompagner des astronautes dans l'espace lors de voyages habités de longue durée. La spiruline serait alors un aliment indispensable à la survie des hommes à bord. Elle produirait également une grande quantité d'oxygène.
La NASA travaille également depuis la fin des années 1980 sur la spiruline avec la même optique de la culture dans le cadre de missions de longue durée ,

## Production

### Milieu naturel
Les lacs saturés de matières organiques et de soude de la ceinture intertropicale sont le milieu naturel de la spiruline alimentaire (espèces du genre Arthrospira). Cette cyanobactérie, de couleur bleu-vert, est celle qui domine principalement dans cet environnement chimique extrêmement contraignant. Elle se multiplie à une très grande vitesse dès que la température dépasse les 30 degrés.

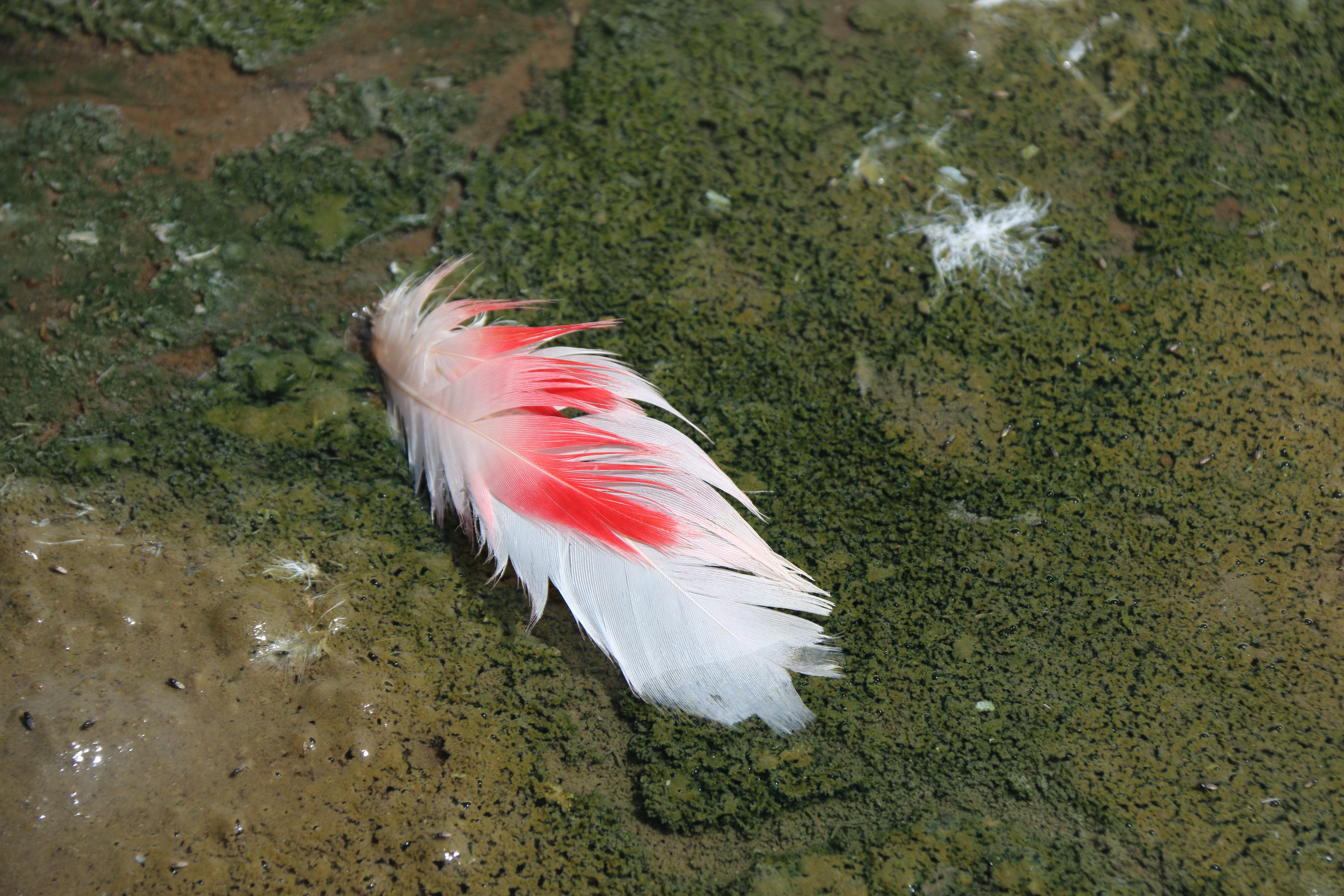
Une plume de flamant nain flottant sur un bloom de spiruline sur les berges du lac Chitu en Éthiopie.

Dans la ceinture de lacs de la Vallée du Grand Rift, le flamant nain s'en nourrit, fournissant indirectement par ses déjections de l'azote à la spiruline. Cet azote organique est cependant d'abord rendu assimilable par la spiruline par l'intervention d'autres micro-organismes puisque la spiruline étant un organisme autotrophe, elle ne se nourrit que de minéraux disponibles dans le milieu aqueux dans lequel elle vit. Cette relation écosystémique entre le genre Arthrospira et les flamants nains existe notamment dans les lacs Natron de Tanzanie, Bogoria au Kenya, ou encore Abijatta et Chitu en Éthiopie.
D'autres plans d'eau sont naturellement riches en spiruline du genre Arthrospira, mais sans cette relation symbiotique avec le flamant rose. C'est le cas de certains ouadis du Tchad, ainsi que dans le lac Ye Kharr en Birmanie. Dans le passé, le lac Texcoco au Mexique, lac Paracas au Pérou et le lac Lonar en Inde étaient également des lacs où poussaient naturellement des spirulines du genre Arthrospira, mais la spiruline y a essentiellement disparu à la fin du XXe siècle sous l'impact d'activités humaines.

### Principes et méthodes de production en algoculture
La culture (algoculture) de la spiruline alimentaire se pratique principalement en milieu ouvert, en bassins aquatiques de quelques décimètres de profondeur, couverts ou non, et exposés à la lumière du soleil, dans une eau alcaline (pH proche de 10) et maintenue à une température comprise entre 30 et 35 °C. Elle peut également se pratiquer en photobioréacteurs, c'est-à-dire en systèmes fermés. En conditions réelles, la productivité de bassins ouverts de type raceway (en hippodrome), tourne généralement autour de 6 g m−2 j−1 (équivalent sec). Après filtration, égouttage, lavage, éventuellement extrusion, puis séchage, on obtient un produit déshydraté, qui peut se présenter sous différentes formes et notamment une fine poudre verte (après séchage par atomisation ou une étape supplémentaire de concassage et de broyage).
La culture est facilitée par le fait que cette espèce est extrêmophile et qu'il est possible de trouver une fenêtre de culture où le milieu est suffisamment basique et salin pour que la spiruline s'y trouve seule à se développer, débouchant sur une situation de monoculture. Le risque de contamination des cultures par d'autres espèces d'algues ou de cyanophycées est alors considérablement réduit.
La spiruline permet de produire une grande quantité d'éléments nutritifs essentiels sur un espace très réduit. Dans une ferme, le rendement annuel est en effet de 30 à 50 tonnes de protéines à l'hectare, contre 2,5 tonnes pour le soja.

### 1970: les débuts de l'algoculture à grande échelle de la spiruline
La première exploitation industrielle de spiruline alimentaire voit le jour au Mexique en 1970, lancée par l'ingénieur Hubert Durand-Chastel sur la base de travaux de l'Institut français du pétrole. L'unité de production de spiruline lancée par la société de production de carbonate de sodium Sosa Texcoco débute avec une capacité de production de 100 kg équivalent sec par jour d'Arthrospira maxima à fins alimentaires, passant à 1 tonne par jour en 1973.
L'exploitation de la Sosa Texcoco est néanmoins basée sur un milieu naturel existant. Les premières cultures hors-sol à grande échelle émergent peu après avec la Siam Algae Company à proximité de Bangkok en Thaïlande en 1979, Earthrise dans le désert de Sonora en Californie et Cyanotech à Hawaï aux États-Unis en 1983.
La création d'exploitations de taille modeste, souvent qualifiées par les producteurs d'« artisanales » ou de « paysannes », émerge plus tardivement mais se diffuse à travers le monde en commençant par l'Inde, où un institut privé, le MCRC, promeut le lancement de microexploitations de spiruline dans le Tamil Nadu peu après le lancement de sa première ferme, en 1984. L'essaimage se fait graduellement et de nombreuses microexploitations sont lancées au cours des années 1980 et 1990 sur un modèle d'entrepreneuriat social et solidaire avec un milieu artificiel simplifié, réunissant une base (généralement grâce à un apport de bicarbonate de soude), une source de salinité (sel marin/chlorure de sodium), ainsi que des intrants azotés (par exemple de l'urée), phosphatés (acide phosphorique), potassiques, ou mixtes (nitrate de potassium).
Le premier pilote de production significatif (3 000 m2) est lancé en Chine populaire en 1986, mais l'actuel premier producteur mondial ne connaît une accélération du développement de ses exploitations qu'au courant des années 1990. La Chine, qui fournit 50 % des 5 000 tonnes de spiruline sèche produites dans le monde en 2013, l’a déclarée aliment d’intérêt national.

### Développement de la culture de spiruline en France
Malgré un nombre important de projets pilotes dans les années 1960 et 1970, la première ferme commerciale de spiruline de France n'est lancée qu'en 1998. Le concept essaime avec une divergence entre trois approches principales :
- des microexploitations low-tech revendiquant l'appellation de « spiruline paysanne » et s'inscrivant dans une logique de circuit court et de vente directe ;
- des exploitations de taille intermédiaire, souvent plus techniques et capables de vendre sur des circuits de distribution traditionnels ;
- des start-ups mettant en avant des modes de production ou de consommation plus ou moins novateurs : culture en photobioréacteurs, culture en milieu urbain, etc.

#### Microexploitations / spiruline paysanne
En 1998, une première exploitation de spiruline de 100 m2 est lancée à La Capitelle, dans le Lodévois, par Philippe et Estella Calamand, à une époque où le statut d'agriculteur n'est pas reconnu aux cultivateurs de spiruline[réf. souhaitée]. C'est la première d'une longue série de petites fermes d'une capacité de production ne dépassant généralement pas 1 t par an de spiruline sèche, des productions « paysannes » qui sont caractérisées par une plus grande proportion de spiruline vendue sous des formats alimentaires (brindilles/paillettes), une moindre importance relative des formes galéniques (comprimés, gélules) et des ventes réalisées essentiellement en vente directe.
En 2001, sous l'initiative de l'association humanitaire Technap, le Centre de formation professionnelle et de promotion agricole de Hyères, centre départemental du ministère de l'Agriculture et de la Pêche, commence à travailler à la mise en place d'une formation à la culture de la spiruline. En 2003, un certificat professionnel de « Production artisanale de spiruline à vocation humanitaire » se matérialise. Si l'objectif initial était de créer une filière solidaire internationale de production de la spiruline, cette formation sert d'accélérateur à la formation de spiruliniers en France et la création de petites fermes s'accélère dans le pays.
En 2009, la filière des petits producteurs français se dote d'une fédération, la Fédération des spiruliniers de France. Celle-ci compte initialement 30 membres, puis 150 adhérents en 2016 et 180 en 2019 (producteurs ou porteurs de projet). La fédération représente une partie des producteurs français dans une logique de filière paysanne, à l'exclusion donc de producteurs dont l'activité de commerce serait trop importante ou produisant à plus grande échelle ou avec une logique plus industrielle, ou tout simplement ne souhaitant pas y adhérer. Ainsi, en 2017 la fédération comptait 161 adhérents sur 216 recensés en France, dont 85 producteurs.
En 2014, la Fédération nationale des paniers de la mer lance un programme collaboratif (ADRIA, Valorial, Algosource Technologie), soutenus par des fondations mécènes, en vue de développer sa culture dans des structures d'insertion par l'activité économique et sa distribution dans les réseaux nationaux d'aide alimentaire[réf. souhaitée].
À partir de 2016, la Fédération des Spiruliniers de France porte un projet « Spiruline paysanne française » et dépose en avril 2016 un projet de guide de bonnes pratiques et d’hygiène pour la production de spiruline paysanne à la Direction générale de l’Alimentation, service du ministère de l’Agriculture. L'objectif est de participer au renforcement de la filière nationale par un travail sur la qualité nutritionnelle et sanitaire de la production, ainsi que son impact environnemental, dans un contexte où 80 % de la spiruline consommée dans l'Union Européenne est une spiruline d'importation extra-communautaire.
En 2019, 80 % des producteurs adhérents de la Fédération des Spiruliniers de France exploitent une surface de moins de 650 m2 et 61 % produisent moins de 500 kg par an (entre 20 et 500 kg) – à titre de comparaison, les plus grosses exploitations mondiales produisent plus de 300 t par an et la plus grande exploitation française, de l'ordre de 20 à 30 t par an[réf. souhaitée].
Pour les exploitations de petite taille, la production de spiruline en France est généralement une activité saisonnière, avec un hivernage prononcé. Pour pallier cela certaines exploitations valorisent des sources alternatives de calories, par exemple issues du biogaz, tandis que d'autres travaillent avec des produits de contre-saison : spiruline importée de fermes équivalentes en Afrique ou produits enrichis à la spiruline[réf. souhaitée].

#### Exploitations de taille intermédiaire
La production de la spiruline permettant d'importantes économies d'échelle, des exploitations plus importantes (> 1 000 m2) apparaissent dès 2003 ; en 2020 certaines approchent les 5 000 m2 et produisent un peu moins de 1 tonne pour 1 000 m2.
En 2015, une nouvelle échelle est atteinte avec le lancement de Cyane avec la société TAM qui exploite 2 ha de serres à Plougastel-Daoulas, dans le Finistère, avec une capacité de production de 30 t par an en 2019, ce qui en a fait la plus grande exploitation de spiruline d'Europe. C'était une des fermes labellisée Agriculture biologique en France depuis 2018 grâce à l'adjonction de purins végétaux. TAM ne produit plus. Une autre ferme de petite taille est labellisée depuis 2019.

## Soutiens institutionnels

### Institutions internationales et associations d'intérêt général
Journalistes et promoteurs de la spiruline mettent souvent en avant différents soutiens institutionnels de la spiruline dans le but de crédibiliser l'utilité de la spiruline, mentionnant en particulier une déclaration onusienne de 1974 qui en appellerait à développer la spiruline, qualifiée de « nourriture du futur » – affirmation courante, mais sans source tangible. Différents rapports commandités à des prestataires extérieurs et communications internes sont parfois citées, ainsi qu'un avant-projet de résolution en date du 8 novembre 2005, mais qui n'a pas été soumis devant la 60e session de l'Assemblée générale des Nations unies et ne marque donc aucunement une quelconque position officielle de l'ONU ou d'une de ses institutions spécialisées. Il n'a jamais à ce jour existé de « stratégie spiruline » onusienne. Pour autant, certaines institutions spécialisées de l'ONU, et à premier titre la FAO, s'y intéressent de près.
L'Organisation des Nations unies pour l'alimentation et l'agriculture travaille en effet conjointement avec l'Union européenne depuis 2010 sur l'amélioration de la filière traditionnelle de spiruline au Tchad et expérimente la promotion de la culture de spiruline en Angola depuis 2017,.
Le travail de la FAO sur la spiruline s'assimile à celui d'une multitude d'organisations de taille beaucoup plus modeste, et le plus souvent à une échelle uniquement locale, lesquelles promeuvent ou utilisent la spiruline dans un cadre humanitaire, que ce soit par un recours direct à la spiruline ou en participant à des unités de productions de spiruline dans le cadre de thématiques d'intervention ayant trait à la nutrition. C'est notamment le cas de La chaîne de l'espoir (Inde, Togo) ou encore du Groupe de recherche et d'échange technologique (GRET). Du fait de ce foisonnement d'initiatives, on compte en 2019 plusieurs dizaines de microfermes à Madagascar ou au Burkina Faso par exemple.
À noter par contre que l'IIMSAM (Institut intergouvernemental pour l’utilisation des microalgues spiruline contre la malnutrition), fondé en 2003 et souvent présenté comme une institution émanant de l'ONU est en réalité un organisme indépendant aux activités opaques qui s'est dans le passé abusivement revendiquée comme étant une institution onusienne officielle et qui a notamment été impliquée dans un scandale de faux laissez-passer onusiens en 2013,.

### Soutien public à des filières de production nationales ou régionales
Des initiatives de promotion de filières industrielles existent en République populaire de Chine : au niveau de la province du Yunnan avec le 18 Bio-Project de soutien aux filières susceptibles de rapporter plus de 10 milliards de yuans (soit 1,3 milliard d'euros) de recettes fiscales par an ; de Hainan, où la spiruline a été identifiée comme « secteur industriel clé » par le gouvernement provincial ; et en Mongolie-Intérieure.
On retrouve également à une échelle plus modeste, une implication de l'État sur la filière spiruline alimentaire en France, tant via des pôles de compétitivité (Trimatec, Pôle Mer Bretagne Atlantique...) que via le soutien financier accordé par le ministère de l'Agriculture et de l'Alimentation pour favoriser l'émergence d'une filière agricole « paysanne » portée par la Fédération des Spiruliniers de France.

## Utilisation

### Mode d'administration
La spiruline est commercialisée sous plusieurs formes :
- méthodes industrielles : comprimés, poudre, gélules et liquide ;
- méthodes artisanales : brindilles, paillettes et microaiguillettes (version non transformée donc alimentaire) ;
- et parfois sous forme de produits alimentaires dérivés, dont des pâtes artisanales.

### Précautions d'emploi
Les études cliniques ou en cultures cellulaires sur les effets de la spiruline sont trop peu nombreuses pour prouver des effets positifs ou négatifs chez l'humain.
Selon les National Institutes of Health (NIH), en juin 2011, il n'y avait pas assez de preuves scientifiques pour recommander une supplémentation en spiruline pour l'Homme et les Instituts demandaient des recherches supplémentaires pour clarifier le rapport bénéfices/risques.
Les éventuels et rares effets indésirables qui ont été décrits sont des nausées et des réactions allergiques.
« Par mesure de précaution, la spiruline est déconseillée chez les femmes enceintes ou qui allaitent. » Elle l'est également chez les personnes sujettes à la goutte, aux calculs rénaux ou ayant un taux sanguin élevé d'acide urique.
En outre, l'Agence nationale de sécurité sanitaire de l'alimentation, de l'environnement et du travail s'inquiète de l'importante concentration en bêta-carotène pouvant conduire à un dépassement de la limite d'apport quotidienne[réf. nécessaire].

#### Risques sanitaires
Cette cyanobactérie, lorsqu'elle est cultivée dans des lacs naturels ou artificiels susceptibles d'être pollués, accumule les métaux lourds comme le plomb ou le mercure, des toxines et des bactéries pouvant provoquer des œdèmes de Quincke, troubles digestifs sévères, affection du tissu musculaire, insuffisance rénale. « Il est donc important de se renseigner sur son origine et sa qualité ».
À la suite de la déclaration de 49 cas d'effets indésirables susceptibles d'être liés à la consommation de compléments alimentaires contenant de la spiruline, l'ANSES publie un avis en novembre 2017. Elle souligne que les produits contenant de la spiruline peuvent être contaminés par des cyanotoxines, par des bactéries ou par des éléments traces métalliques.
Néanmoins, elle souligne qu'en dehors du risque de contamination, la spiruline ne semble pas présenter de risque sanitaire à de faibles doses (entre 3 et 5 grammes par jour chez l’adulte).

## Études sur les effets de la spiruline
Les propriétés anti-inflammatoires, antioxydantes et immunomodulatrices de la spiruline ont été largement étudiées jusqu'à présent et des recherches supplémentaires sont nécessaires pour évaluer leurs implications cliniques, en particulier à long terme.

### Rôle hypolipémiant ou hypocholestérolémiant
Les effets hypolipémiants d'extraits de spiruline ont été démontrés sur différents modèles animaux dont le rat, la souris, le hamster et le lapin. Il a été montré qu'un traitement par la spiruline permet de minimiser la stéatose hépatique (accumulation de triglycérides dans les cellules hépatiques) et de normaliser les taux de HDL, LDL et VLDL cholestérol. De plus, il a été observé qu'en réponse à un régime comprenant de la spiruline, le niveau d'apolipoprotéine B diminuait significativement. Il se trouve que l'apolipoprotéine B est nécessaire à la formation de LDL cholestérol.
Dans des études sur des rats, les effets du glycolipide H-b2 isolé de l'extrait de spiruline ont été observés. Une action dose dépendante sur l'activité de la lipase pancréatique et une réduction du niveau de triacylglycérols postprandiaux ont été trouvés. La phycocyanine aurait aussi un effet inhibiteur sur la lipase pancréatique.
L'ingestion de phycocyanine extraite à partir de spiruline résulte en une diminution significative de cholestérol et de l'index athérogène tandis que les quantités de HDL cholestérol sont augmentées. Il semblerait donc que la phycocyanine soit le composé actif principal de la spiruline responsable de l'activité hypolipémiante.
D'après une revue systématique, la supplémentation en spiruline peut réduire la concentration plasmatique du taux de cholestérol total, du LDL-C, des triglycérides et élever ceux de HDL-C,.

### Rôle anti-inflammatoire
Diverses études ont démontré les effets anti-inflammatoires de la spiruline et notamment de la phycocyanine. La phycocyanine inhibe la formation de cytokines proinflammatoires telles que TNF-α, supprimant l'expression de la cyclooxygénase 2 (COX-2), médiateur principal de l'inflammation, et diminuant la production de prostaglandine E. De plus, la phycocyanine supprimerait l'activation du facteur de transcription NF-κB en empêchant la dégradation du facteur cytosolique IκB-α et modulant l'activation des protéines kinases (MAPK) incluant p. 38, c-Jun N-terminal kinase (JNK) et la voie extracellulaire des kinases ERK1/2.
Un autre pigment présent dans la spiruline serait à l'origine de l'activité anti-inflammatoire, le β-carotène. Il aurait pour impact l'inhibition de l'expression de COX-2 ainsi que de TNF-α et IL-1 β et la production de prostaglandine E. Son action s'étend aussi au facteur de transcription NF-κB en bloquant la translocation nucléaire de sa sous-unité p65 qui possède un domaine de transactivation. Mais le β-carotène supprime également la transcription de cytokines inflammatoires dont IL- β, IL-6, et IL-12 des macrophages.
La phycocyanine induirait l'expression de l'hémooxygénase-1 par l'intermédiaire de la phycocyanobiline qu'elle contient, et jouerait diverses activités anti-inflammatoires.

### Action immuno-modulatoire
Il y aurait une corrélation entre les concentrations de β-carotènes et d'acide ascorbique et la quantité de lymphocytes NK (Natural Killer). Cela a été montré dans une étude in vitro visant à comparer les effets de la spiruline cultivée en eau de surface ou en eau profonde. En effet, on observe une augmentation significative du nombre de lymphocytes NK en présence de spiruline cultivée en eau profonde par rapport à la spiruline cultivée en eau de surface. Une analyse HPLC a permis de constater que les concentrations de β-carotènes et d'acide ascorbique sont significativement augmentées chez la spiruline cultivée en eau profonde.
Les effets sur les cytokines et sur la prolifération des lymphocytes sont contrastés selon les différences d'âge, de sexe et de poids corporel.

### Action antibactérienne
La spiruline possède des mécanismes de défense pour lutter contre les bactéries pathogènes. En effet, des études in vitro d'extraits de spiruline sur les bactéries E. coli et S. aureus ont permis d'observer un potentiel antimicrobien. Au contraire, un effet inhibiteur faible ou nul a été observé contre d'autres bactéries (Pseudomonas aeruginosa, Salmonella typhirium et Klebsiella pneumoniae).
Les résultats de différents extraits de spiruline sur diverses bactéries ne permettent pas de définir une substance antibactérienne particulière mais un spectre d'action antibactérienne qui serait un support pour démontrer le potentiel en termes d'activité antimicrobienne de la cyanobactérie, par exemple, il a été démontré qu'il a un effet bénéfique dans le traitement des plaies chez l'homme, ce qui peut être dû à ses effets antibactériens et anti-inflammatoires,.

### Propriétés antivirales
La spiruline présente des propriétés antivirales. À de faibles concentrations, elle est capable de réduire la réplication virale et de la bloquer à de plus fortes concentrations, sans toutefois être toxique pour les cellules humaines.
L’activité antivirale de la spiruline serait en fait due à un polysaccharide sulfaté, appelé « Spirulane-calcium » ou Ca-Sp, qui a montré des effets inhibiteurs de la réplication de nombreux virus enveloppés par inhibition de la pénétration virale dans les cellules cibles, sans toxicité pour l’hôte. À l’heure actuelle, le Spirulane-calcium présente une activité contre le cytomégalovirus humain, les virus de la rougeole, des oreillons, de la grippe A, du HIV-1 et du HSV-1. Grâce à sa faible activité anticoagulante, sa demi-vie dans le sang et sa bioactivité dose-dépendante, le Spirulane-calcium est un candidat pour le traitement du HIV-1 et d’autre virus.
La spiruline pourrait être bénéfique pour améliorer la santé des personnes vivant avec le VIH en ajout de leur traitement habituel.

### Propriétés antioxydantes
Des études in vivo et in vitro ont montré les effets antioxydants de la spiruline procurés par diverses molécules telles que la C-phycocyanine, les β-carotènes, les tocophérol, l’acide C-linolénique et les composés phénoliques. Ces composés antioxydants produits par la cyanobactérie peuvent prévenir ou retarder le dommage oxydatif en réduisant l’accumulation de ROS à travers l’activation des systèmes d’enzymes antioxydantes de la catalase (CAT), superoxyde dismutase(SOD) et gluthation peroxydase (GPx).
Au niveau des biomasses de spiruline, des activités antioxydantes des phycobiliprotéines, phycocyanine et allophycocianine, ont été démontrées. La C-phycocyanine possède la capacité d’éliminer les radicaux libres, de diminuer la production de nitrites, de supprimer l’expression de l’oxyde nitrique synthase inductible (iNOS) et d’inhiber la peroxydation lipidique microsomale du foie. Le β-carotène de la spiruline possède également une activité antioxydante : il protège contre l’oxygène singlet médié par la peroxydation lipidique.
De plus, la spiruline exerce un effet protecteur contre le stress oxydatif causé par l’acétate produit dans le foie et le rein chez les rats.
D'après une revue systématique regroupant 9 études de petite taille, la consommation de spiruline peut exercer des effets bénéfiques marginal sur l'amélioration du système antioxydant.

### Propriétés anticancéreuses
L’étude de Mathew et al. (1995), menée chez des chiqueurs de tabac atteints de leukoplakia orale en Inde, a montré qu’une discontinuation de la supplémentation en spiruline entraînait des lésions récurrentes chez plus de la moitié des sujets. Une étude animale a montré que l’ingestion d’extrait de spiruline et de Dunaliella inhibait chimiquement la carcinogénèse dans la cavité buccale.
Les effets anticancéreux de la spiruline ne sont pas encore bien connus et pourraient être dus aux β-carotènes (notamment dans la prévention du cancer de la peau) et au Spirulane-calcium. En effet, l'injection sur des souris de ce dernier est responsable d'une diminution de l’invasion tumorale et des métastases. Chez S. platensis, l’extrait polysaccharidique présente des capacités chémo- et radioprotectrices, d’où une potentielle utilisation dans les thérapies cancéreuses.
D'après une revue systématique publié en 2021 : « En général, les composés d'Arthrospira spp. agissent comme des agents anticancéreux en inhibant la prolifération des cellules tumorales, en déclenchant l'arrêt du cycle cellulaire et en induisant l'apoptose via différentes voies de signalisation. De plus, ces composés ont également présenté des activités antioxydantes, antiangiogéniques et antimétastatiques. La phycocyanine a démontré une meilleure efficacité contre plusieurs types de cancer via différentes activités et cibles thérapeutiques. De plus, c'était la seule molécule qui fonctionnait en synergie avec d'autres médicaments déjà bien établis pour le traitement du cancer ».

### Hypertension
La supplémentation en spiruline entraîne une baisse significative de la pression artérielle systolique d'environ 4 mmHg et une baisse significative de la pression artérielle diastolique d'environ 7 mmHg, en particulier chez les hypertendus.

### Empoisonnement chronique à l’arsenic
Des millions de personnes au Bangladesh, en Inde, à Taïwan et en Chine sont à risque d’empoisonnement chronique à l’arsenic via l’ingestion d’eau à forte concentration d’arsenic. Une étude a été menée par Misbahuddin et al. (2006) sur des patients atteints durant 16 semaines, afin d’observer l’efficacité de l’ingestion quotidienne de spiruline couplée au zinc dans le traitement de cet empoisonnement chronique à l’arsenic. Il en résulte que des extraits de spiruline additionnés de zinc consommés quotidiennement pourraient être utiles pour le traitement de l’empoisonnement chronique à l’arsenic avec des mélanoses et kératoses,.

## La spiruline dans la culture populaire
Une avenue de la Spiruline (/Spirulinalaan) existe à Woluwe-Saint-Lambert, l'une des 19 communes de la Région de Bruxelles-Capitale. Elle a été inaugurée en septembre 2010 pour rendre hommage au botaniste belge Jean Léonard, professeur émérite de l'ULB et ancien échevin de la commune, qui a joué un rôle important dans la révélation des propriétés nutritionnelles de la spiruline et de son intérêt pour la lutte contre la malnutrition dans les pays tropicaux dans les années 1960,.